# Girafă
Girafa este un mare mamifer african cu copite aparținând genului Giraffa. Este cel mai înalt animal terestru viu și cea mai mare rumegătoare de pe Pământ. În mod tradițional, girafele au fost considerate ca aparținând unei singure specii, Giraffa camelopardalis, împărțită în nouă subspecii. Totuși, cercetările recente asupra ADN-ului mitocondrial și nuclear au sugerat împărțirea girafelor în patru specii distincte. Aceste specii pot fi diferențiate în principal prin modelele unice ale blănii fiecărei specii. Alte șapte specii dispărute de Giraffa sunt cunoscute din înregistrările fosile.
Caracteristicile distinctive ale girafei includ gâtul și picioarele extrem de lungi, ossiconele⁠(d) (excrescențe osoase acoperite cu piele, asemănătoare unor coarne) și blana cu modele de pete. Girafa face parte din familia Giraffidae⁠(d), împreună cu cea mai apropiată rudă existentă, okapiul. Aria de răspândire a girafei se întinde din Ciad în nord, până în Africa de Sud în sud și din Niger în vest până în Somalia în est. Girafele trăiesc în principal în savane și păduri, și păduri, hrănindu-se cu frunzele, fructele și florile plantelor lemnoase, în special din arborii de salcâm⁠(d), la înălțimi pe care alte erbivore terestre nu le pot atinge.
Printre prădătorii naturali ai girafei se numără leii, leoparzii, hienele pătate⁠(d) și câinii sălbatici africani. Girafele trăiesc în grupuri formate din femele înrudite și puii acestora sau în grupuri de masculi adulți. Acestea sunt animale gregare, putând forma grupuri mari. Masculii stabilesc ierarhiile sociale prin „necking” (lovituri cu gâtul în cadrul luptei). Masculii dominanți au acces la împerechere cu femelele, care sunt singurele responsabile de creșterea puilor.
Girafa a fascinat diverse culturi din întreaga lume datorită aspectului său neobișnuit, fiind frecvent reprezentată în artă, literatură și desene animate. Uniunea Internațională pentru Conservarea Naturii (IUCN) clasifică girafa ca fiind vulnerabilă la dispariție. Specia a dispărut din multe părți ale arealului său inițial, însă în 2016 populația sălbatică era estimată la aproximativ 97.500 de indivizi. În 2010, mai mult de 1.600 de girafe erau ținute în grădini zoologice.

## Etimologie
Numele „girafă” provine din cuvântul arab zarāfah (زرافة), iar rădăcinile sale pot fi urmărite până la cuvântul persan زُرنَاپَا (zurnāpā), care este un compus din زُرنَا (zurnā, „flaut, zurna”) și پَا (pā, „picior”). În engleză, termenul a evoluat prin variante precum jarraf și ziraph, preluate din arabă, iar forma modernă giraffe a fost împrumutată din franceză în jurul anului 1600.
Un alt nume vechi pentru girafă în engleză este „camelopard” /kəˈmɛləˌpɑrd/, derivat din grecescul καμηλοπάρδαλις (kamēlopárdalis), un compus din κάμηλος (kámēlos), „cămilă” și πάρδαλις (párdalis), „leopard”, referindu-se la combinația de trăsături asemănătoare cămilei și la coloritul asemănător leopardului.

## Taxonomie

### Evoluție
Girafa este unul dintre cele două genuri existente din familia Giraffidae, cealaltă specie fiind okapiul. Ambele fac parte din ordinul Artiodactyle i suntr umegătoare din clada Pecora, împreună cu familii precum Antilocapridae (antilocapra), Cervidae (cerb), Bovidae (bovine, antilope, capre și oi) și Moschidae⁠(d) (cerbul mosc). onform unui studiu genomic din 2019, Giraffidae sunt un grup soră cu Antilocapridae, de care s-au separat acum peste 20 de milioane de ani.
|  | Antilocapridae |
|  |                |
|  | Giraffidae⁠(d)  |
|  |                |

|  | Cervidae                                                 |
|  |                                                          |
|  | \| \| Bovidae \| \| \| \| \| \| Moschidae⁠(d) \| \| \| \| |
|  |                                                          |
|  | Bovidae                                                  |
|  |                                                          |
|  | Moschidae⁠(d)                                             |
|  |                                                          |

|  | Bovidae      |
|  |              |
|  | Moschidae⁠(d) |
|  |              |

|  | Antilocapridae |
|  |                |
|  | Giraffidae⁠(d)  |
|  |                |

|  | Cervidae                                                 |
|  |                                                          |
|  | \| \| Bovidae \| \| \| \| \| \| Moschidae⁠(d) \| \| \| \| |
|  |                                                          |
|  | Bovidae                                                  |
|  |                                                          |
|  | Moschidae⁠(d)                                             |
|  |                                                          |

|  | Bovidae      |
|  |              |
|  | Moschidae⁠(d) |
|  |              |

|  | Antilocapridae |
|  |                |
|  | Giraffidae⁠(d)  |
|  |                |

|  | Cervidae                                                 |
|  |                                                          |
|  | \| \| Bovidae \| \| \| \| \| \| Moschidae⁠(d) \| \| \| \| |
|  |                                                          |
|  | Bovidae                                                  |
|  |                                                          |
|  | Moschidae⁠(d)                                             |
|  |                                                          |

|  | Bovidae      |
|  |              |
|  | Moschidae⁠(d) |
|  |              |

|  | Antilocapridae |
|  |                |
|  | Giraffidae⁠(d)  |
|  |                |

|  | Cervidae                                                 |
|  |                                                          |
|  | \| \| Bovidae \| \| \| \| \| \| Moschidae⁠(d) \| \| \| \| |
|  |                                                          |
|  | Bovidae                                                  |
|  |                                                          |
|  | Moschidae⁠(d)                                             |
|  |                                                          |

|  | Bovidae      |
|  |              |
|  | Moschidae⁠(d) |
|  |              |

Familia Giraffidae a fost cândva mult mai diversificată, cu peste 10 genuri fosile descrise. Alungirea gâtului girafelor pare să fi început devreme în evoluția lor, cu vertebrele apropiate de craniu alungindu-se mai întâi, urmate de cele din partea inferioară a gâtului. Un strămoș timpuriu al girafidelor a fost Canthumeryx⁠(d), care a trăit acum aproximativ 25-20 de milioane de ani (sau conform altor estimări, între 18 și 14,3 milioane de ani), iar fosilele sale au fost găsite în Libia. Canthumeryx avea un corp de mărime medie și o constituție ușoară, asemănătoare cu cea a unei antilope. Giraffokeryx⁠(d) a apărut în urmă cu 15-12 milioane de ani pe subcontinentul indian și semăna cu un okapi sau o girafă mică, având un gât mai lung și ossicoane⁠(d) similare.

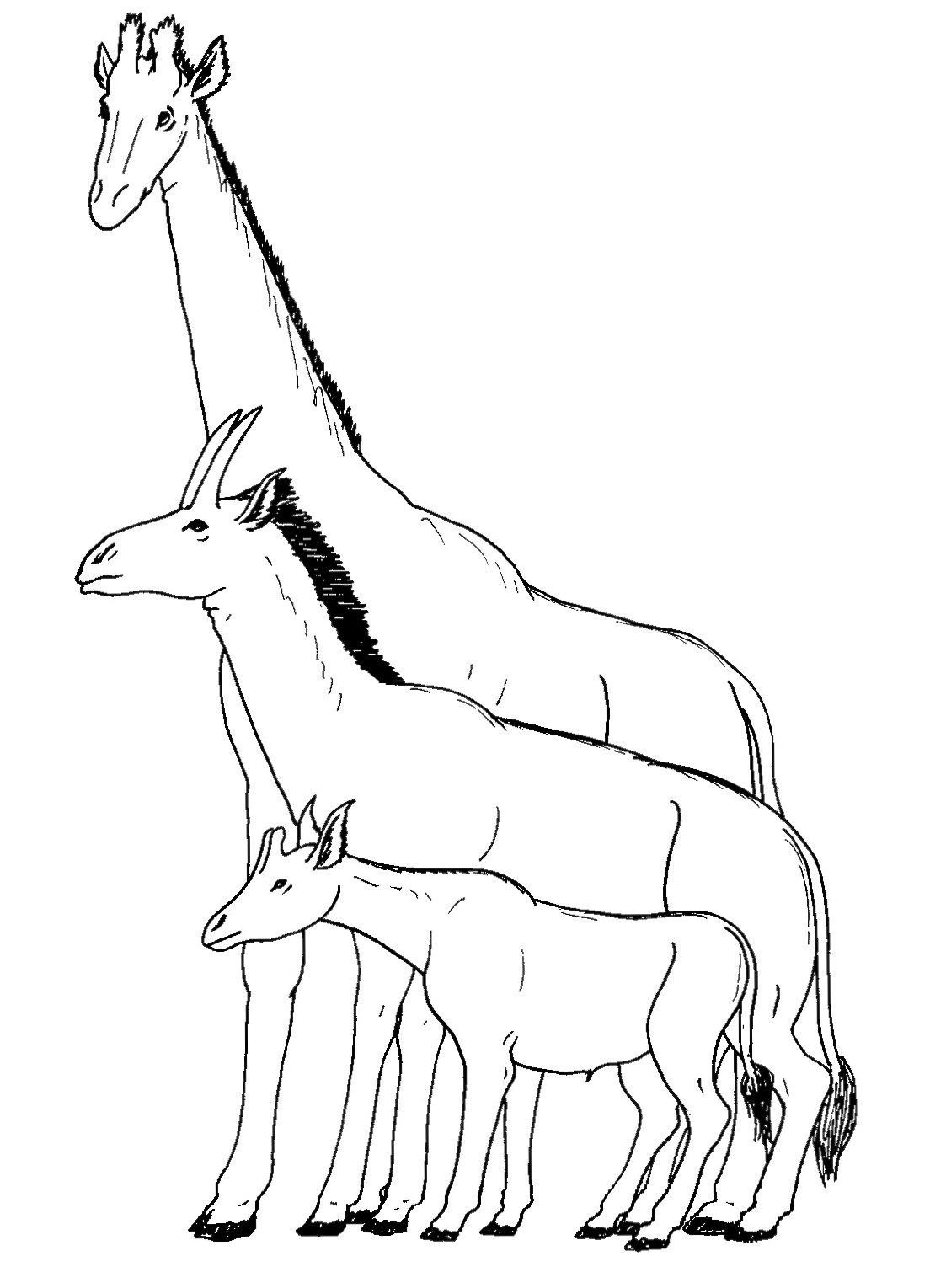
Girafida dispărută ' (mijloc) în comparație cu okapi (mai jos) și girafa. Anatomia lui Samotherium pare să fi arătat o tranziție către un gât asemănător girafei.

Se crede că Giraffokeryx a făcut parte dintr-o cladă comună cu girafe mai masive, cum ar fi Sivatherium⁠(d) și Bramatherium⁠(d). Girafidele precum Palaeotragus⁠(d), Shansitherium⁠(d) și Samotherium⁠(d)  au apărut în urmă cu aproximativ 14 milioane de ani și au trăit în Africa și Eurasia. Aceste animale aveau cranii mai largi, iar cavitățile frontale erau reduse. Palaeotragus semăna cu okapiul modern și ar putea fi un strămoș al acestuia, deși alți cercetători cred că linia okapiului s-a despărțit mai devreme, înainte de apariția Giraffokeryx. Samotherium a fost o fosilă de tranziție importantă în evoluția girafei, având vertebre cervicale cu o lungime și structură intermediară între cele ale girafei moderne și cele ale okapiului.
Bohlinia⁠(d), care a trăit acum 9-7 milioane de ani în sud-estul Europei, este considerată un strămoș direct al girafei. Semăna foarte mult cu girafele moderne, având gâtul și picioarele lungi, precum și ossicoane și dentiție asemănătoare. Bohlinia a colonizat China și nordul Indiei, iar din ea a evoluat genul Giraffa, care, în urmă cu aproximativ 7 milioane de ani, a ajuns în Africa. Schimbările climatice au dus la dispariția girafelor din Asia, în timp ce cele din Africa au supraviețuit și au evoluat în noi specii. Girafele moderne par să fi apărut acum aproximativ 1 milion de ani în Africa de Est, în timpul Pleistocenului.
Un studiu sugerează că girafele moderne descind din Giraffa jumae⁠(d); o specie mai mare și mai robustă, deși Giraffa gracilis, o specie mai mică și mai zveltă, este considerată de alți cercetători ca fiind un candidat mai probabil. Tranziția habitatului, de la păduri extinse la savane deschise, acum aproximativ 8 milioane de ani, este considerată un factor major în evoluția girafelor. Aceste schimbări au favorizat dispariția vegetației tropicale și apariția savanelor uscate din estul și nordul Africii, precum și vestul Indiei. S-a emis ipoteza că această schimbare de habitat, împreună cu o dietă diferită, incluzând specii de salcâm, a expus strămoșii girafelor la toxine care au cauzat mutații rapide și o rată accelerată de evoluție. Modelele de blană ale girafelor moderne ar fi putut evolua ca adaptare la noile condiții de habitat.
Genomul girafei are o lungime de aproximativ 2,9 miliarde de perechi de baze, comparativ cu cele 3,3 miliarde de perechi de baze ale okapiului. Divergența dintre liniile girafei și okapiului datează de acum aproximativ 11,5 milioane de ani, iar un mic grup de gene reglatoare la girafă pare a fi responsabil pentru înălțimea sa și adaptările circulatorii asociate.

### Specii și subspecii

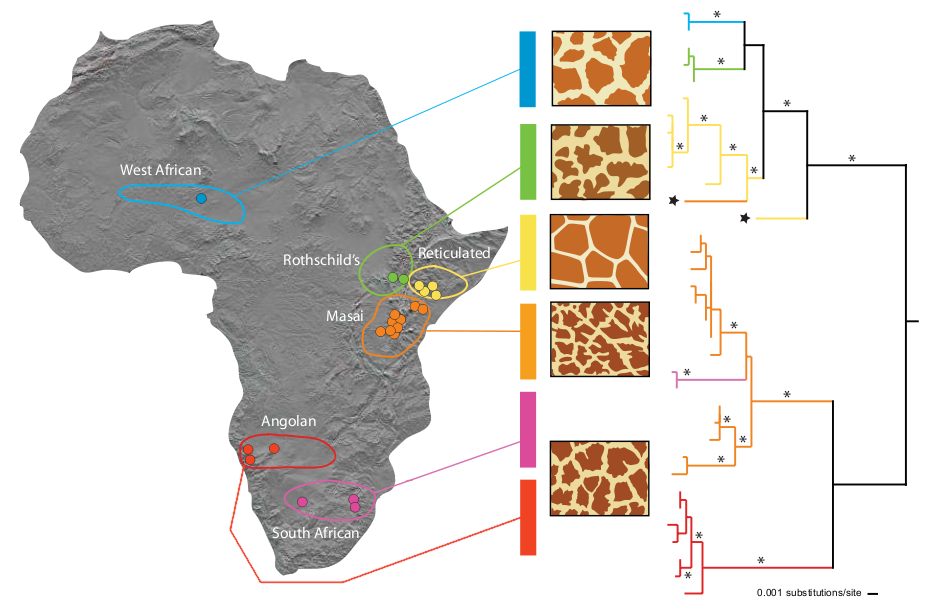
Harta care prezintă „arealele geografice aproximative, modelele de blană și relațiile filogenetice dintre unele subspecii de girafe pe baza secvențelor de ADN mitocondrial. Punctele colorate de pe hartă reprezintă localitățile de eșantionare. Arborele filogenetic este o filogramă de maximă verosimilitate bazată pe eșantioane de la 266 de girafe. Asteriscurile de-a lungul ramurilor corespund valorilor nodurilor cu un sprijin bootstrap de peste 90%. Stelele de la capetele ramurilor identifică haplotipurile parafiletice găsite la girafele Maasai și reticulate”.

Uniunea Internațională pentru Conservarea Naturii (IUCN) recunoaște în prezent o singură specie de girafă, Giraffa camelopardalis, împărțită în nouă subspecii. Carl Linnaeus a clasificat girafa modernă ca o singură specie în 1758, dându-i numele binar Cervus⁠(d) camelopardalis. Mathurin Jacques Brisson⁠(d) a introdus denumirea generică Giraffa în 1762. În cursul anilor 1900, au fost propuse diferite clasificări, inclusiv cu două sau trei specii distincte.
Un studiu din 2007 privind genetica girafelor, bazat pe analiza ADN-ului mitocondrial, a sugerat existența a cel puțin șase linii genetice distincte, care ar putea fi considerate specii separate. În 2011, un alt studiu, bazat pe analiza detaliată a morfologiei și pe aplicarea conceptului filogenetic de specie, a propus existența a opt specii de girafe moderne. Un studiu din 2016 a confirmat că girafele sunt formate din mai multe specii, sugerând că există patru specii distincte, care nu au făcut schimb de informații genetice între ele timp de 1-2 milioane de ani.
Un studiu din 2020 a indicat că diferite metode de analiză pot susține ipoteze taxonomice care recunosc între două și șase specii de girafe. Totuși, ipoteza celor trei specii (Giraffa camelopardalis, Giraffa giraffa și Giraffa tippelskirchi) este susținută de cele mai multe studii filogenetice și genetice. În 2021, un studiu de secvențiere a genomului a sugerat existența a patru specii distincte și a șapte subspecii. De asemenea, un studiu din 2024 a descoperit un flux genetic străvechi mai mare decât se aștepta între populațiile de girafe.
Cladograma de mai jos arată relațiile filogenetice propuse între cele patru specii de girafe și cele șapte subspecii, pe baza studiului genomic din 2021. Cele opt linii corespund subspeciilor tradiționale din ipoteza unei singure specii. Girafa Rothschild este inclusă în Giraffa camelopardalis camelopardalis.
|  | G. camelopardalis antiquorum (girafa din Kordofan) |
|  |                                                    |
|  | G. c. camelopardalis (girafa din Nubia)            |
|  |                                                    |

|  | G. c. peralta (girafa vest-africană) |
|  |                                      |

|  | G. camelopardalis antiquorum (girafa din Kordofan) |
|  |                                                    |
|  | G. c. camelopardalis (girafa din Nubia)            |
|  |                                                    |

|  | G. c. peralta (girafa vest-africană) |
|  |                                      |

|  | \| \| (fără subspecii) \| \| \| \| |
|  |                                    |
|  | (fără subspecii)                   |
|  |                                    |

|  | (fără subspecii) |
|  |                  |

|  | G. camelopardalis antiquorum (girafa din Kordofan) |
|  |                                                    |
|  | G. c. camelopardalis (girafa din Nubia)            |
|  |                                                    |

|  | G. c. peralta (girafa vest-africană) |
|  |                                      |

|  | G. camelopardalis antiquorum (girafa din Kordofan) |
|  |                                                    |
|  | G. c. camelopardalis (girafa din Nubia)            |
|  |                                                    |

|  | G. c. peralta (girafa vest-africană) |
|  |                                      |

|  | \| \| (fără subspecii) \| \| \| \| |
|  |                                    |
|  | (fără subspecii)                   |
|  |                                    |

|  | (fără subspecii) |
|  |                  |

|  | G. tippelskirchi tippelskirchi (Girafa Masai sensu stricto) |
|  |                                                             |
|  | G. t. thornicrofti (girafa Luangwa sau Thornicroft)         |
|  |                                                             |

|  | G. giraffa angolensis (girafa angoleză) |
|  |                                         |
|  | G. g. giraffa (girafa sud-africană)     |
|  |                                         |

|  | G. tippelskirchi tippelskirchi (Girafa Masai sensu stricto) |
|  |                                                             |
|  | G. t. thornicrofti (girafa Luangwa sau Thornicroft)         |
|  |                                                             |

|  | G. giraffa angolensis (girafa angoleză) |
|  |                                         |
|  | G. g. giraffa (girafa sud-africană)     |
|  |                                         |

|  | G. camelopardalis antiquorum (girafa din Kordofan) |
|  |                                                    |
|  | G. c. camelopardalis (girafa din Nubia)            |
|  |                                                    |

|  | G. c. peralta (girafa vest-africană) |
|  |                                      |

|  | G. camelopardalis antiquorum (girafa din Kordofan) |
|  |                                                    |
|  | G. c. camelopardalis (girafa din Nubia)            |
|  |                                                    |

|  | G. c. peralta (girafa vest-africană) |
|  |                                      |

|  | \| \| (fără subspecii) \| \| \| \| |
|  |                                    |
|  | (fără subspecii)                   |
|  |                                    |

|  | (fără subspecii) |
|  |                  |

|  | G. camelopardalis antiquorum (girafa din Kordofan) |
|  |                                                    |
|  | G. c. camelopardalis (girafa din Nubia)            |
|  |                                                    |

|  | G. c. peralta (girafa vest-africană) |
|  |                                      |

|  | G. camelopardalis antiquorum (girafa din Kordofan) |
|  |                                                    |
|  | G. c. camelopardalis (girafa din Nubia)            |
|  |                                                    |

|  | G. c. peralta (girafa vest-africană) |
|  |                                      |

|  | \| \| (fără subspecii) \| \| \| \| |
|  |                                    |
|  | (fără subspecii)                   |
|  |                                    |

|  | (fără subspecii) |
|  |                  |

|  | G. tippelskirchi tippelskirchi (Girafa Masai sensu stricto) |
|  |                                                             |
|  | G. t. thornicrofti (girafa Luangwa sau Thornicroft)         |
|  |                                                             |

|  | G. giraffa angolensis (girafa angoleză) |
|  |                                         |
|  | G. g. giraffa (girafa sud-africană)     |
|  |                                         |

|  | G. tippelskirchi tippelskirchi (Girafa Masai sensu stricto) |
|  |                                                             |
|  | G. t. thornicrofti (girafa Luangwa sau Thornicroft)         |
|  |                                                             |

|  | G. giraffa angolensis (girafa angoleză) |
|  |                                         |
|  | G. g. giraffa (girafa sud-africană)     |
|  |                                         |

|  | G. camelopardalis antiquorum (girafa din Kordofan) |
|  |                                                    |
|  | G. c. camelopardalis (girafa din Nubia)            |
|  |                                                    |

|  | G. c. peralta (girafa vest-africană) |
|  |                                      |

|  | G. camelopardalis antiquorum (girafa din Kordofan) |
|  |                                                    |
|  | G. c. camelopardalis (girafa din Nubia)            |
|  |                                                    |

|  | G. c. peralta (girafa vest-africană) |
|  |                                      |

|  | \| \| (fără subspecii) \| \| \| \| |
|  |                                    |
|  | (fără subspecii)                   |
|  |                                    |

|  | (fără subspecii) |
|  |                  |

|  | G. camelopardalis antiquorum (girafa din Kordofan) |
|  |                                                    |
|  | G. c. camelopardalis (girafa din Nubia)            |
|  |                                                    |

|  | G. c. peralta (girafa vest-africană) |
|  |                                      |

|  | G. camelopardalis antiquorum (girafa din Kordofan) |
|  |                                                    |
|  | G. c. camelopardalis (girafa din Nubia)            |
|  |                                                    |

|  | G. c. peralta (girafa vest-africană) |
|  |                                      |

|  | \| \| (fără subspecii) \| \| \| \| |
|  |                                    |
|  | (fără subspecii)                   |
|  |                                    |

|  | (fără subspecii) |
|  |                  |

|  | G. tippelskirchi tippelskirchi (Girafa Masai sensu stricto) |
|  |                                                             |
|  | G. t. thornicrofti (girafa Luangwa sau Thornicroft)         |
|  |                                                             |

|  | G. giraffa angolensis (girafa angoleză) |
|  |                                         |
|  | G. g. giraffa (girafa sud-africană)     |
|  |                                         |

|  | G. tippelskirchi tippelskirchi (Girafa Masai sensu stricto) |
|  |                                                             |
|  | G. t. thornicrofti (girafa Luangwa sau Thornicroft)         |
|  |                                                             |

|  | G. giraffa angolensis (girafa angoleză) |
|  |                                         |
|  | G. g. giraffa (girafa sud-africană)     |
|  |                                         |

|  | G. camelopardalis antiquorum (girafa din Kordofan) |
|  |                                                    |
|  | G. c. camelopardalis (girafa din Nubia)            |
|  |                                                    |

|  | G. c. peralta (girafa vest-africană) |
|  |                                      |

|  | G. camelopardalis antiquorum (girafa din Kordofan) |
|  |                                                    |
|  | G. c. camelopardalis (girafa din Nubia)            |
|  |                                                    |

|  | G. c. peralta (girafa vest-africană) |
|  |                                      |

|  | \| \| (fără subspecii) \| \| \| \| |
|  |                                    |
|  | (fără subspecii)                   |
|  |                                    |

|  | (fără subspecii) |
|  |                  |

|  | G. camelopardalis antiquorum (girafa din Kordofan) |
|  |                                                    |
|  | G. c. camelopardalis (girafa din Nubia)            |
|  |                                                    |

|  | G. c. peralta (girafa vest-africană) |
|  |                                      |

|  | G. camelopardalis antiquorum (girafa din Kordofan) |
|  |                                                    |
|  | G. c. camelopardalis (girafa din Nubia)            |
|  |                                                    |

|  | G. c. peralta (girafa vest-africană) |
|  |                                      |

|  | \| \| (fără subspecii) \| \| \| \| |
|  |                                    |
|  | (fără subspecii)                   |
|  |                                    |

|  | (fără subspecii) |
|  |                  |

|  | G. tippelskirchi tippelskirchi (Girafa Masai sensu stricto) |
|  |                                                             |
|  | G. t. thornicrofti (girafa Luangwa sau Thornicroft)         |
|  |                                                             |

|  | G. giraffa angolensis (girafa angoleză) |
|  |                                         |
|  | G. g. giraffa (girafa sud-africană)     |
|  |                                         |

|  | G. tippelskirchi tippelskirchi (Girafa Masai sensu stricto) |
|  |                                                             |
|  | G. t. thornicrofti (girafa Luangwa sau Thornicroft)         |
|  |                                                             |

|  | G. giraffa angolensis (girafa angoleză) |
|  |                                         |
|  | G. g. giraffa (girafa sud-africană)     |
|  |                                         |

Tabelul următor compară diferitele ipoteze pentru speciile de girafe. Coloana descrierii arată cele nouă subspecii tradiționale în ipoteza unei singure specii.
| Descriere | Imagine | Taxonomia a opt specii                                                                                              | Taxonomia a patru specii                                                         | Taxonomia a trei specii            |
| --- | ------- | --- | -------------------------------------------------------------------------------- | ---------------------------------- |
| Girafa Kordofan⁠(d) (G. c. antiquorum) are o distribuție care include sudul Ciadului, Republica Centrafricană, nordul Camerunului, și nord-estul Republicii Democratice Congo. Populațiile din Camerun au fost anterior incluse în G. c. peralta, dar acest lucru a fost incorect. Comparativ cu girafa nubiană, această subspecie are pete mai mici și mai neregulate. Petele sale sunt prezente pe partea interioară a picioarelor, uneori sub jarete. O umflătură mediană este prezentă la masculi.:51–52 Se crede că în sălbăticie mai există aproximativ 2 000. A existat o confuzie considerabilă cu privire la statutul acestei subspecii și al G. c. peralta în grădinile zoologice. În 2007, din grădinile zoologice europene sunt, de fapt, G. c. antiquorum. Cu această corecție, aproximativ 65 trăiesc în grădinile zoologice. |         | Girafa Kordofan⁠(d) (G. antiquorum)                                                                                  | Girafa nordică (G. camelopardalis)                                               | Girafa nordică (G. camelopardalis) |
| Girafa nubiană⁠(d) (G. c. camelopardalis), se găsește în estul Sudanului de Sud și în sud-vestul Etiopiei, pe lângă Kenya and Uganda. Are pete de culoare castanie cu margini ascuțite, înconjurate de linii mai ales albe, în timp ce părțile inferioare nu prezintă pete. O umflătură este proeminentă în mijlocul capului masculului.:51 Se crede că aproximativ 2,150 de exemplare mai trăiesc în sălbăticie, iar alți 1,500 de indivizi aparțin ecotipului Rothschild⁠(d). Odată cu adăugarea girafei Rothschild la subspecia nubiană, girafa nubiană este foarte comună în captivitate, deși fenotipul original este rar — un grup este păstrat la grădina zoologică Al Ain din Emiratele Arabe Unite. În 2003, acest grup număra 14 exemplare. |         | Girafa nubiană⁠(d) (G. camelopardalis) Cunoscută și sub numele de girafa Baringo sau girafa ugandeză Format:Smalldiv | Girafa nordică (G. camelopardalis)                                               | Girafa nordică (G. camelopardalis) |
| Girafa lui Rothschild⁠(d) (G. c. rothschildi) poate fi un ecotip al G. camelopardalis. Aria sa de răspândire include părți din Uganda și Kenya. Prezența sa în Sudanul de Sud este incertă. Această girafă are pete întunecate mari, cu margini în mod normal bine definite, dar uneori despărțite. Petele întunecate pot avea, de asemenea, spirale de culoare deschisă în interiorul lor. Petele ajung rareori sub tibie și rareori până la copite. Acest ecotip poate dezvolta și cinci „coarne”.:53 Se crede că în jur de 1 500 de exemplare mai trăiesc în sălbăticie , iar mai mult de 450 trăiesc în grădini zoologice. Conform unei analize genetice efectuate în jurul lunii septembrie 2016, este conspecifică cu Girafa nubiană⁠(d) (G. c. camelopardalis). |         | Girafa nubiană⁠(d) (G. camelopardalis) Cunoscută și sub numele de girafa Baringo sau girafa ugandeză Format:Smalldiv | Girafa nordică (G. camelopardalis)                                               | Girafa nordică (G. camelopardalis) |
| Girafa vest-africană⁠(d) (G. c. peralta) este endemică în sud-vestul Nigerului. Acest animal are un pelaj (blană) mai deschis decât alte subspecii,:322 cu pete roșii în formă de lobi care ajung până sub tibie. Ossiconele sunt mai erecte decât la alte subspecii, iar masculii au umflături mediane bine dezvoltate.:52–53 Este cea mai amenințată subspecie din cadrul Giraffa, cu 400 de indivizi rămași în sălbăticie. Se credea anterior că girafele din Camerun aparțin acestei specii, dar sunt de fapt G. c. antiquorum. Această eroare a dus la o anumită confuzie cu privire la statutul său în grădinile zoologice, dar în 2007 s-a stabilit că toate „G. c. peralta” păstrate în grădinile zoologice europene sunt de fapt G. c. antiquorum. Același studiu din 2007 a constatat că girafa vest-africană este mai strâns înrudită cu girafa Rothschild decât cu girafa Kordofan, iar strămoșul său ar fi putut migra din estul spre nordul Africii și apoi spre vest, odată cu extinderea deșertului Sahara. În cea mai mare parte, Lacul Chad ar fi putut acționa ca o graniță între girafele din Africa de Vest și cele din Kordofan în timpul Holocenului (înainte de 5000 î.Hr.). |         | Girafa vest-africană⁠(d) (G. peralta), Cunoscută și sub numele de girafa din Niger sau girafa nigeriană              | Girafa nordică (G. camelopardalis)                                               | Girafa nordică (G. camelopardalis) |
| Girafa reticulată⁠(d) (G. c. reticulata) este originară din nord-estul Kenyei, sudul Etiopiei și Somalia. Modelul distinctiv al blănii sale constă în pete poligonale brun-roșcate cu margini ascuțite, înconjurate de linii albe subțiri. Petele se pot extinde sau nu sub tibie, iar masculii prezintă o umflătură mediană.:53 Se estimează că în sălbăticie mai există aproximativ 8 660 de exemplare, iar pe baza înregistrărilor din Sistemul Internațional de Informații privind Speciile, peste 450 trăiesc în grădini zoologice. Un studiu din 2024 a constatat că girafa reticulată este rezultatul hibridizării dintre stirpea girafei nordice și cea sudică. |         | Girafa reticulată⁠(d) (G. reticulata), Cunoscută și sub numele de girafa somaleză                                    | Girafa reticulată⁠(d) (G. reticulata), Cunoscută și sub numele de girafa somaleză |                                    |
| Girafa angolană⁠(d) (G. c. angolensis) este prezentă în nordul Namibia, sud-vestul Zambia, centrul Botswanei, vestul Zimbabwe, sudul Zimbabwe și, de la jumătatea anului 2023, din nou în Angola. Un studiu genetic efectuat în 2009 asupra acestei subspecii a sugerat că populațiile din nordul deșertului Namib și din Parcul Național Etosha formează o subspecie separată. Această subspecie este albă, cu pete mari de culoare maro cu margini ascuțite sau tăiate. Modelul de pete se extinde de-a lungul picioarelor, dar nu și în partea superioară a feței. Petele de pe gât și de pe crupă tind să fie destul de mici. Subspecia are, de asemenea, un semn alb pe ureche.:51 Se estimează că aproximativ 13.000 de animale rămân în sălbăticie, iar aproximativ 20 trăiesc în grădini zoologice. |         | Girafa angolană⁠(d) (G. angolensis) Cunoscută și sub numele de girafa namibiană                                      | Girafa de sud (G. giraffa)                                                       | Girafa de sud (G. giraffa)         |
| Girafa sud-africană⁠(d) (G. c. giraffa) se găsește în nordul Africii de Sud, sudul Botswanei, nordul Botswanei și sud-vestul Mozambicului. Are o culoare de fond cafeniu marcată cu pete întunecate, oarecum rotunjite, „cu unele proeminențe fine”. Petele se extind în josul picioarelor, devenind mai mici pe măsură ce o fac. Umflătura mediană a masculilor este relativ mică.:52 Se estimează că în sălbăticie au rămas cel mult 31,500 de exemplare, iar aproximativ 45 trăiesc în grădini zoologice. |         | Girafa sud-africană⁠(d) (G. giraffa) Cunoscută și sub numele de girafa Cape                                          | Girafa de sud (G. giraffa)                                                       | Girafa de sud (G. giraffa)         |
| Girafa Masai⁠(d) (G. c. tippelskirchi) poate fi întâlnită în centrul și sudul Kenyei și în Tanzania. Modelul blănii sale este foarte divers, cu pete care variază de la cele mai multe rotunjite și cu margini netede la cele de formă ovală și cu margini incizate sau lopătate. O umflătură mediană este de obicei prezentă la masculi.:54 Se crede că în total 32,550 de exemplare trăiesc în sălbăticie, iar aproximativ 100 trăiesc în grădini zoologice. |         | Girafa Masai⁠(d) (G. tippelskirchi) Cunoscută și sub numele de girafa Kilimanjaro                                    | Masai giraffe (G. tippelskirchi)                                                 | Masai giraffe (G. tippelskirchi)   |
| Girafa lui Thornicroft⁠(d) (G. c. thornicrofti) este limitată la Valea Luangwa din estul Zambiei. Are pete crestate și oarecum în formă de stea care și pot sau nu să se extindă de-a lungul picioarelor. Mărimea mediană a grumazului masculilor este modestă.:54 Nu mai mult de 550 de exemplare mai trăiesc în sălbăticie, niciunul nefiind în grădini zoologice. A fost numită după Harry Scott Thornicroft⁠(d). |         | Girafa lui Thornicroft⁠(d) ("G. thornicrofti") Cunoscută și sub numele de girafa Luangwa sau girafa Rhodesian        | Masai giraffe (G. tippelskirchi)                                                 | Masai giraffe (G. tippelskirchi)   |

Prima specie dispărută de girafă descrisă a fost Giraffa sivalensis, identificată de Falconer și Cautley în 1843. Aceasta a fost o reevaluare a unei vertebre care a fost inițial considerată fosilă de girafă modernă. Cu toate că există unele incertitudini taxonomice, alte specii dispărute de girafe publicate includ:
- Giraffa gracilis
- Giraffa jumae⁠(d)
- Giraffa pomeli
- Giraffa priscilla⁠(d)
- Giraffa punjabiensis
- Giraffa pygmaea⁠(d)
- Giraffa sivalensis⁠(d)
- Giraffa stillei⁠(d)

## Anatomie

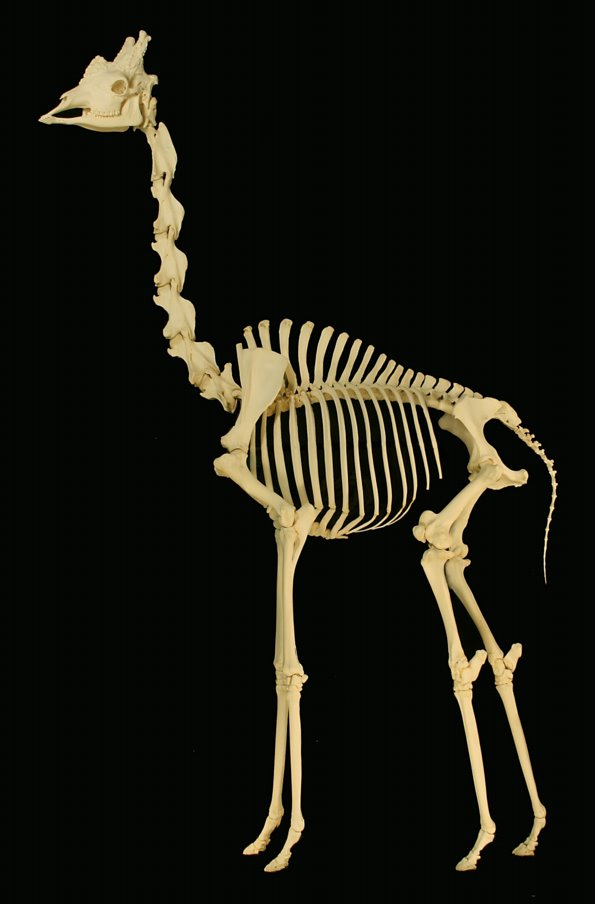
Schelet de girafă expus la Muzeul de Osteologie din Oklahoma City

Girafele adulte au o înălțime cuprinsă între 4,3 și 5,7 m, masculii fiind în general mai înalți decât femele. Greutatea medie a unui mascul adult este de aproximativ 1.192 kg, iar a unei femele adulte de aproximativ 828 kg. În ciuda lungimii impresionante a gâtului și picioarelor, corpul girafei este relativ scurt.:66 Pielea sa este în mare parte gri sau cafenie și poate ajunge la o grosime de 20 mm.:87 Coada, lungă de 80-100 cm, se termină cu un smoc de păr lung și închis la culoare, fiind folosită pentru apărarea împotriva insectelor.:94
Blana girafei are pete de diverse nuanțe — portocaliu, castaniu, maro sau aproape negru — înconjurate de păr alb sau crem. Pe măsură ce îmbătrânesc, masculii tind să devină mai întunecați. Modelul de pete al blănii fiecărei girafe este unic, funcționând ca un camuflaj în mediile luminoase și umbrite ale savanei. Puii moștenesc trăsături ale acestui model de la mamele lor, iar aceste trăsături sunt corelate cu supraviețuirea lor. De asemenea, sub pete se află rețele complexe de vase de sânge și glande sudoripare mari, care ajută la reglarea temperaturii corpului.

### Cap

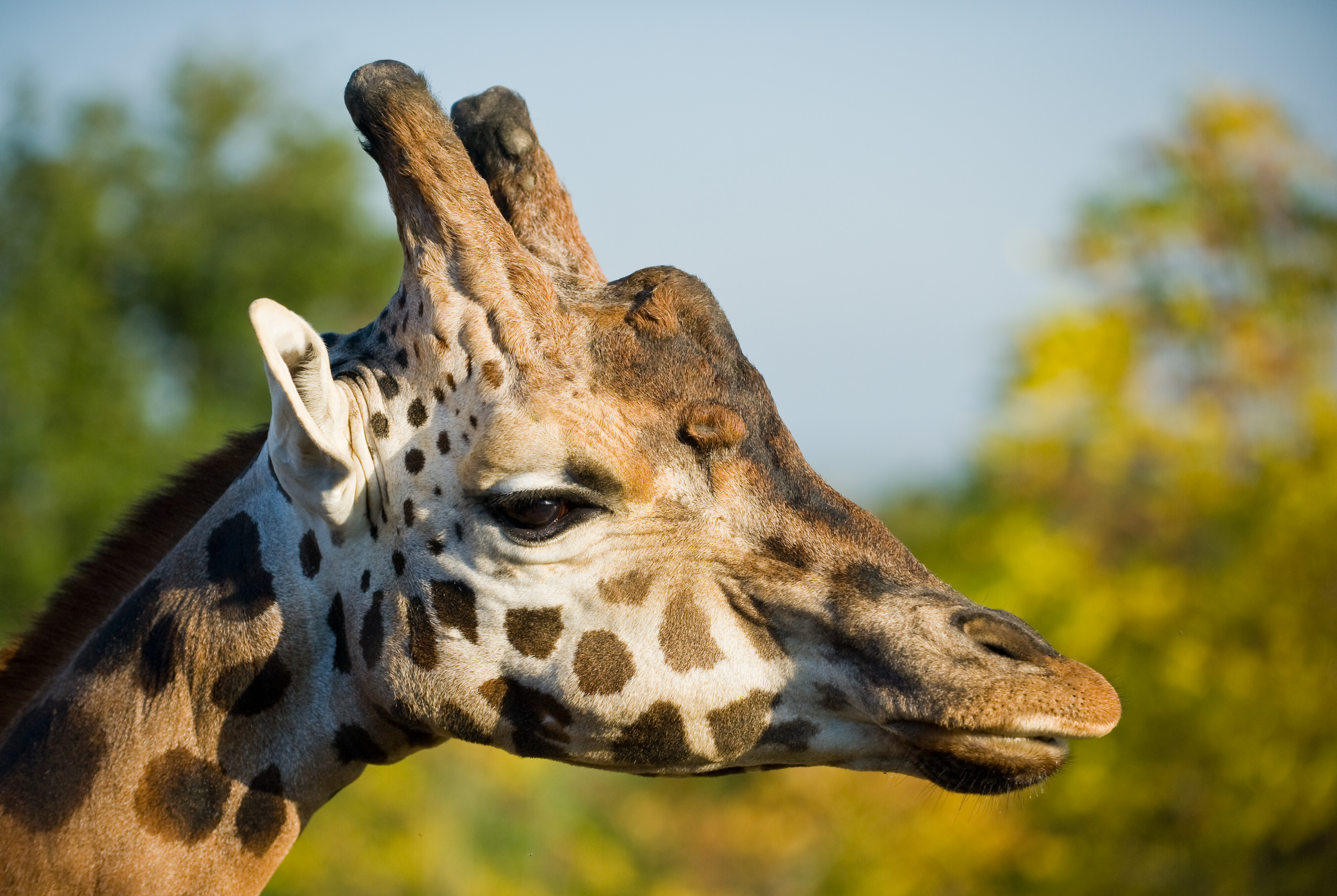
Prim-plan al capului unei girafe nordice

Girafele au ossicoane⁠(d) — formațiuni osoase asemănătoare coarnelor — care pot atinge 13,5 cm în lungime. Acestea sunt formate din cartilaj osificat acoperit de piele și sunt atașate de craniu.:95–97 La femele și pui, ossicoanele sunt subțiri și acoperite de smocuri de păr, în timp ce la masculii adulți, acestea sunt lipsite de păr și mai noduroase. Pe măsură ce masculii îmbătrânesc, craniul lor devine mai greu, ceea ce îi avantajează în luptele pentru dominanță.:103:103, 110

### Gâtul
Girafa are un gât extrem de alungit, care poate ajunge până la 2,4 metri. Deși lungimea vertebrelor cervicale este mare, numărul acestora este același ca la majoritatea mamiferelor, șapte vertebre cervicale.:72–73 Gâtul lung este sprijinit de mușchi puternici și un ligament nucal robust, ancorat de spinii vertebrelor toracice.:71

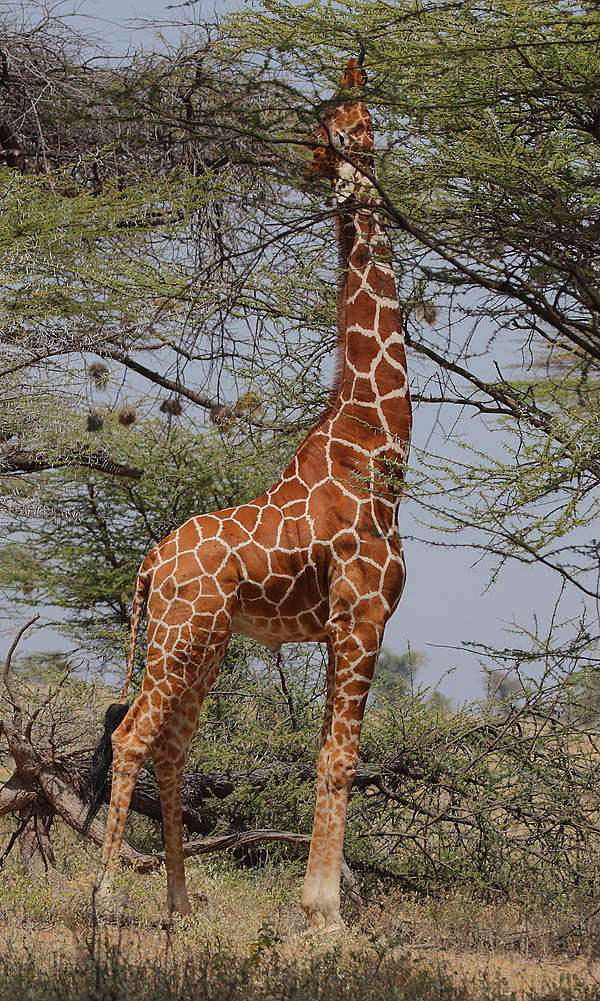
mascul adult care se hrănește la înălțime pe un salcâm, în Kenya

Există mai multe teorii privind originea evolutivă a gâtului lung. Una dintre acestea, ipoteza browserelor concurente, susține că alungirea gâtului a oferit girafelor un avantaj în accesul la frunzișul copacilor, reducând competiția cu alte erbivore. De asemenea, există ipoteza selecției sexuale, care sugerează că gâtul lung a evoluat ca un avantaj în luptele dintre masculi pentru femele. Cu toate acestea, unele studii recente au arătat că femelele pot avea gâturi mai lungi proporțional decât masculii, probabil din necesitatea de a se hrăni mai eficient.
Girafele au un câmp vizual larg datorită ochilor lor poziționați pe părțile laterale ale capului.:85, 102 De asemenea, ele pot vedea în culori și au simțuri auditive și olfactive bine dezvoltate. Limba girafei, de aproximativ 45 cm lungime și de culoare neagră, este foarte flexibilă, permițându-i să apuce frunzele de pe ramurile înalte.:109–110

### Picioare, locomoție și postură

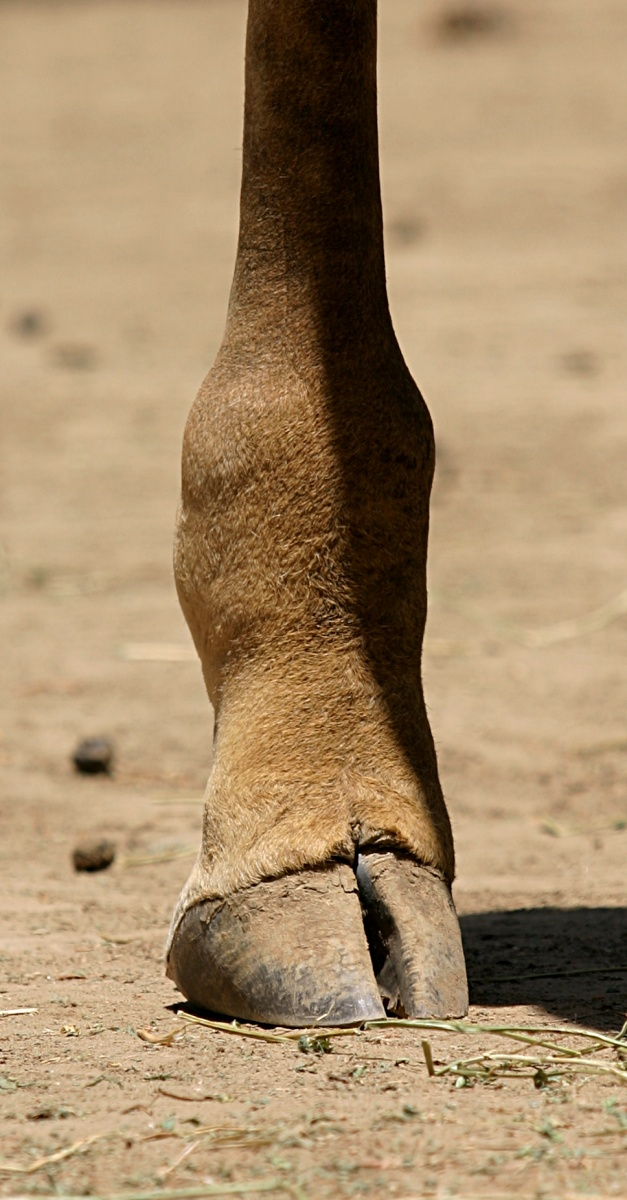
Piciorul din spate drept al unei girafe Masai la grădina zoologică din San Diego

Picioarele din față sunt mai lungi decât cele din spate, iar acest lucru oferă girafei o postură distinctivă.:109 De asemenea, la masculi, picioarele din față sunt proporțional mai lungi decât la femele, oferindu-le un suport mai bun atunci când își balansează gâtul în timpul luptei pentru dominanță. Oasele picioarelor girafei nu includ prima, a doua și a cincea metapodială⁠(d).:109 Se pare că un ligament suspensor⁠(d) ajută la susținerea greutății mari a girafei, compensând laxitatea picioarelor. Copitele masculilor mari de girafă pot ajunge la dimensiuni de 31 cm x 23 cm în diametru.:98 Încheietura piciorului este joasă față de sol, facilitând susținerea greutății. Girafele nu au ghearele rudimentare și nici glande interdigitale, iar pelvisul lor este relativ scurt, cu creste iliene întinse.
Girafele au doar două tipuri principale de mișcare⁠(d): mersul și galopul. În timpul mersului, picioarele de pe o parte a corpului se mișcă împreună, urmate de cele de pe cealaltă parte. În timpul galopului, picioarele din spate trec pe lângă cele din față, care apoi avansează, iar coada se arcuiește în timpul mișcării. Capul și gâtul asigură echilibrul și impulsul în timpul galopului.:327–29 Girafa poate atinge o viteză maximă de aproximativ 60 km/h și poate menține o viteză de 50 km/h pentru distanțe mai scurte. Deși girafele nu sunt înotători competenți, din cauza proporțiilor corpului, există studii care sugerează că ar putea pluti în apă,deși ar întâmpina dificultăți în coordonarea mișcărilor.
Girafele se odihnesc culcându-se, cu corpul sprijinit pe picioarele îndoite.:329 Pentru a se ridica, ele îngenunchează mai întâi pe picioarele din față, apoi își ridică partea din spate. Capul este folosit pentru echilibru în fiecare etapă a ridicării.:67 Când trebuie să bea apă, girafa își întinde picioarele din față sau își îndoaie genunchii. În captivitate, girafele dorm intermitent aproximativ 4,6 ore pe zi, predominant noaptea, și pot dormi atât culcate, cât și în picioare. Somnul profund este caracterizat prin întinderea capului pe șolduri sau pe coapse, ceea ce indică faza de somn paradoxal.

### Sisteme interne

Schema traseului nervului laringian recurent la girafă

Nervul laringian recurent stâng al girafei este cel mai lung dintre toate animalele, măsurând peste 2 m. Acești nervi sunt mai lungi decât la alte mamifere, iar traiectoria lor include o buclă lungă prin corp înainte de a reveni în laringe.Fiecare celulă nervoasă de-a lungul acestui traseu poate ajunge la 5 m în lungime la girafele adulte. În ciuda gâtului său lung, creierul girafei este relativ tipic pentru un ungulat. Pierderea de căldură prin evaporare în pasajele nazale menține creierul răcoros. Forma scheletului limitează volumul pulmonar relativ la masa corpului, dar girafa compensează cu un volum tidal ridicat, menținând astfel o proporție similară între spațiul mort și volumul tidal ca la alte mamifere.

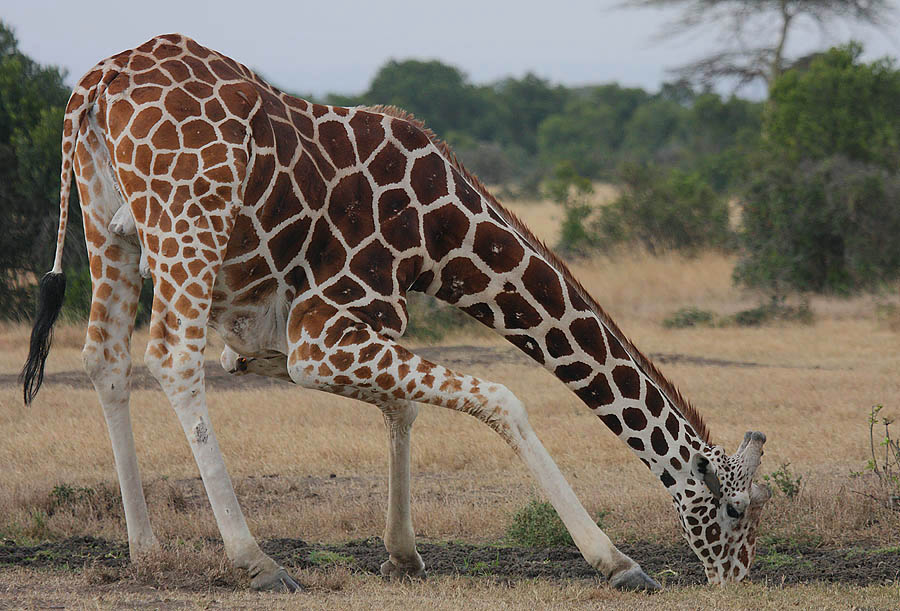
aplecată pentru a bea în Kenya. Sistemul circulator este adaptat pentru a face față fluxului de sânge care curge pe gât.

Sistemul circulator al girafei este adaptat pentru a compensa înălțimea sa mare. Inima sa, care cântărește aproximativ 11 kg și are o lungime de 60 cm, trebuie să genereze o presiune sanguină dublă față de cea umană pentru a pompa sângele la înălțimea capului. eretele inimii poate avea o grosime de până la 7,5 cm. Frecvența cardiacă a girafei este relativ mare, în jur de 150 de bătăi pe minut.:76 Când capul este coborât, un sistem de vase sanguine numit rețea mirabilă⁠(d) ajută la reglarea fluxului sanguin spre creier, prevenind supraîncărcarea cu sânge. Vasele de sânge din picioare sunt supuse unei presiuni mari din cauza gravitației, dar pielea groasă și strânsă a picioarelor ajută la prevenirea acumulării excesive de sânge.
Girafele au mușchi esofagieni puternici, care le permit să regurgiteze hrana pentru rumegare.:78 Stomacul lor este format din patru camere, adaptate pentru digestia hranei vegetale. Intestinele unei girafe adulte pot măsura peste 70 de metri în lungime, iar raportul între intestinul subțire și gros este relativ mic. Ficatul este compact,:76 iar în stadiul fetal poate exista o vezică biliară, care dispare înainte de naștere.

## Comportament și ecologie

### Habitat și hrănire
Girafele trăiesc în mod obișnuit în savane și păduri deschise, preferând zonele dominate de arbori din familiile Acacieae⁠(d), Commiphora⁠(d), Combretum⁠(d) și Terminalia⁠(d) față de Brachystegia⁠(d), care sunt mai dense.:322 Girafele din Angola pot fi întâlnite și în medii deșertice. Aceste animale se hrănesc în principal cu crengi de copaci, preferând arborii din subfamilia Acacieae și genurile Commiphora și Terminalia, deoarece acestea sunt surse importante de calciu și proteine, necesare pentru susținerea ritmului lor de creștere. Pe lângă crengi, girafele se hrănesc și cu arbuști, iarbă și fructe.:324 O girafă adultă consumă în jur de 34 kg de materie vegetală pe zi. Atunci când sunt stresate, ele pot mesteca ramuri mari, scoțând scoarța,:325 iar uneori mestecă oase vechi.:102
În sezonul ploios, când hrana este abundentă, girafele sunt mai răspândite, în timp ce în sezonul uscat se adună în jurul copacilor cu frunze veșnic verzi. Mamele preferă zone deschise pentru a detecta mai ușor prădătorii, chiar dacă acest lucru poate reduce eficiența hrănirii. Fiind rumegătoare, girafele își mestecă inițial hrana, apoi o regurgitează pentru a o mesteca din nou.:78–79 Deoarece frunzișul pe care îl mănâncă este foarte nutritiv, girafele au nevoie de mai puțină hrană în comparație cu alte erbivore și au un sistem digestiv eficient. Fecalele lor sunt sub formă de pelete mici. De obicei, girafele pot rezista până la trei zile fără apă, atunci când au acces regulat.
Girafele influențează copacii din care se hrănesc, încetinind creșterea copacilor tineri și modelând copacii înalți prin hrănire. Activitatea de hrănire este maximă dimineața devreme și seara. În restul zilei, girafele stau de obicei în picioare și rumegă, o activitate care predomină noaptea, când de obicei sunt culcate.

### Viața socială

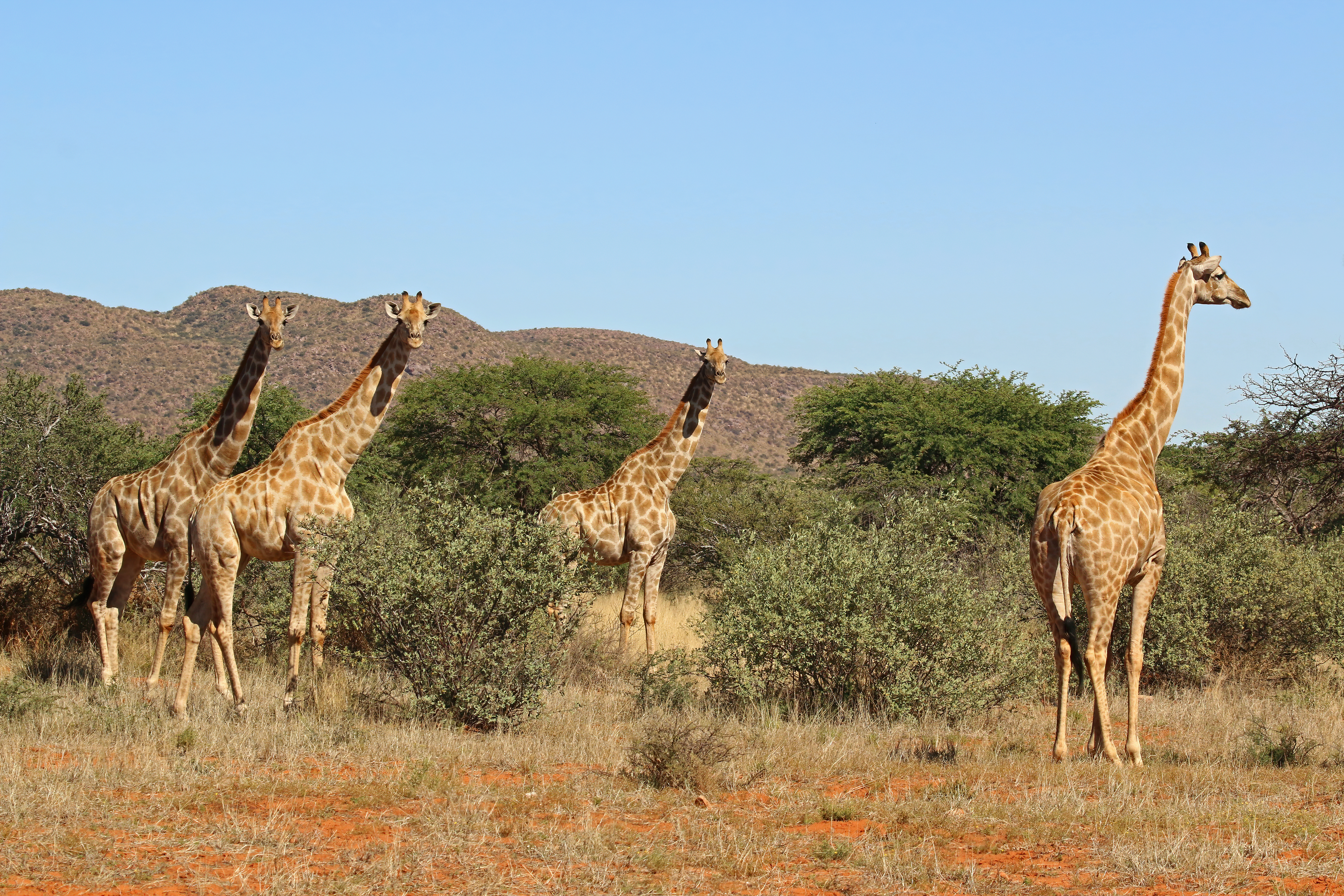
Adunare de femele girafe sud-africane în Rezervația Tswalu Kalahari, Africa de Sud. Aceste animale se adună de obicei în turme.

Girafele formează grupuri de dimensiuni și compoziții variabile, influențate de factori ecologici și sociali. Grupurile sunt adesea flexibile și în schimbare, dar studii recente sugerează că ele pot forma grupuri sociale stabile bazate pe rudenie, sex și alți factori. Apropierea de așezările umane poate perturba aceste aranjamente sociale. În Tanzania, girafele Masai formează subpopulații distincte, conectate de masculi.
Dimensiunea grupurilor poate varia de la unu la 66 de indivizi. Grupurile de femele sunt adesea formate din mame și pui, acestea fiind cele mai stabile. Masculii tineri formează, de asemenea, grupuri și se angajează în lupte, dar devin mai solitari pe măsură ce îmbătrânesc. Girafele nu sunt teritoriale, dar își pot modifica arealele în funcție de precipitații și de apropierea de oameni. Masculii hoinăresc adesea departe de zonele pe care le frecventează în mod obișnuit.:329
Contrar opiniei anterioare că girafele sunt mute, s-a dovedit că ele emit o varietate de sunete, inclusiv horcăituri, tuse și gemete. În timpul curtării, masculii pot emite tuse puternice, iar puii scot sunete precum behăituri și mieunături. Noaptea, girafele par să comunice prin fredonări, și există indicii că ar putea folosi infrasunete. Masculii dominanți își arată supremația printr-o postură erectă, în timp ce cei subordonați își manifestă supunerea.

### Reproducere și îngrijire parentală

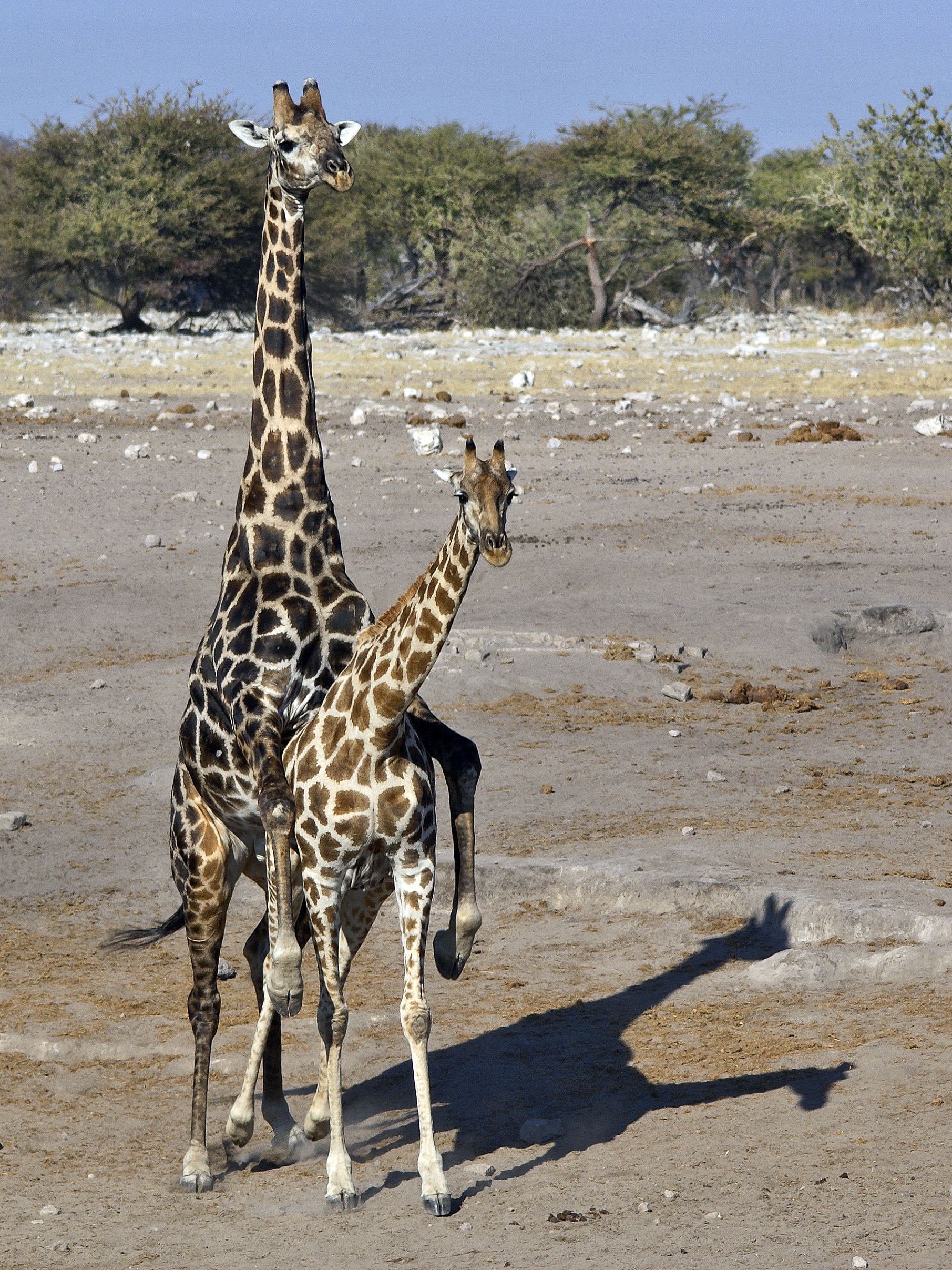
Girafe angoleze care se împerechează în Namibia

Reproducerea la girafe este poligamă: masculii mai în vârstă având prioritate la împerechere. Femelele sunt fertile pe tot parcursul anului, având cicluri estrale aproximativ la fiecare 15 zile. Masculii detectează estrul femelelor prin mirosirea urinei acestora, proces cunoscut sub numele de flehmen.

După 400-460 de zile de gestație femelele nasc de obicei un singur pui.

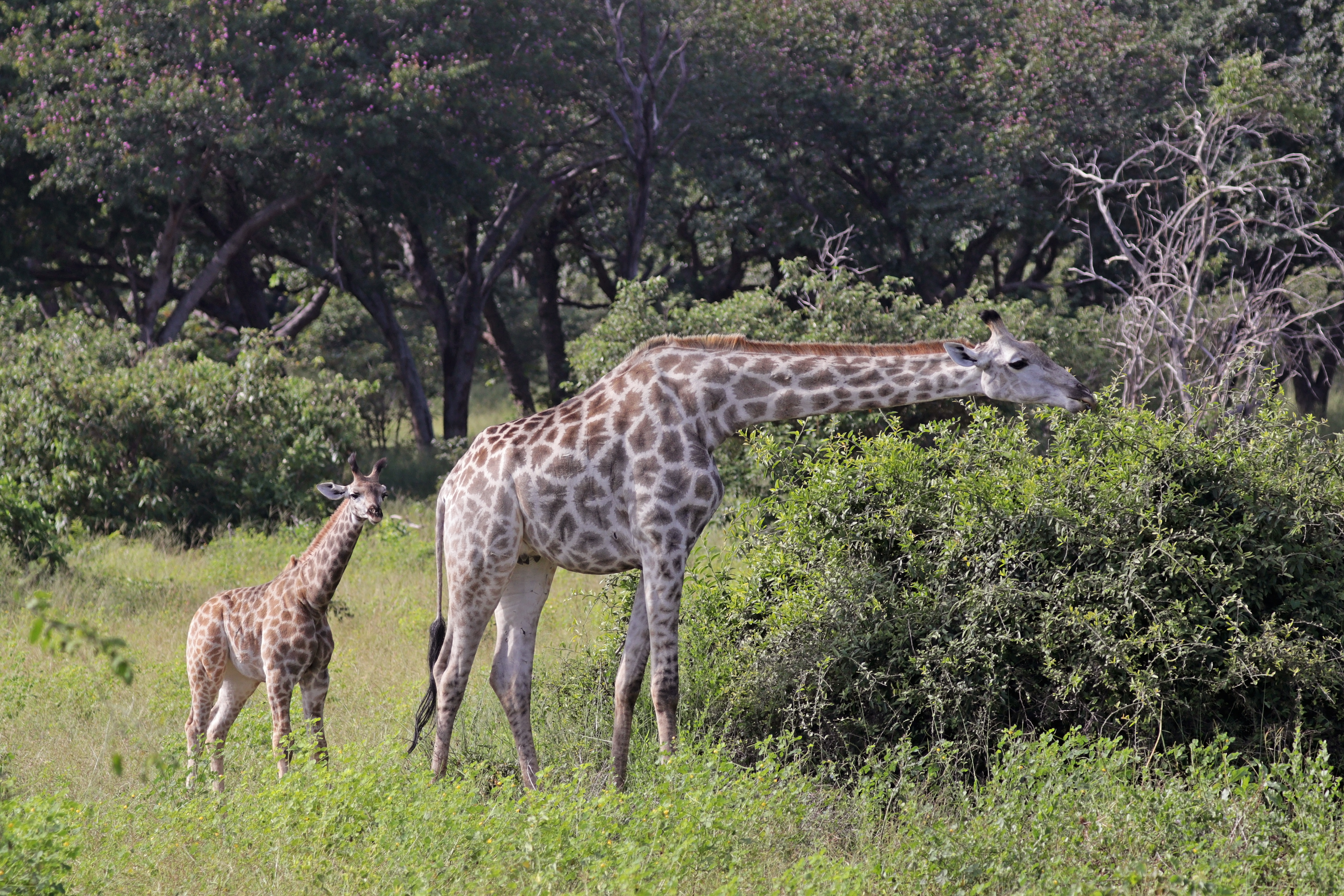
Girafă angolană femelă cu un pui

Puii, cu o înălțime de 1,7-2 metri la naștere, sunt capabili să alerge la câteva ore după naștere și se camuflează cu ajutorul modelului blănii. Mamele se adună adesea în turme cu puii, lăsându-i uneori în grija unei alte femele. Puii sunt vulnerabili la prădători, iar mamele îi apără cu lovituri de picior. Puii încep să rumegă între patru și șase luni și sunt înțărcați între șase și opt luni, devenind independenți la 14 luni.:49

Femelele girafe devin fertile la vârsta de patru ani, iar masculii încep să fie capabili de împerechere în jurul vârstei de șapte ani.

### Necking

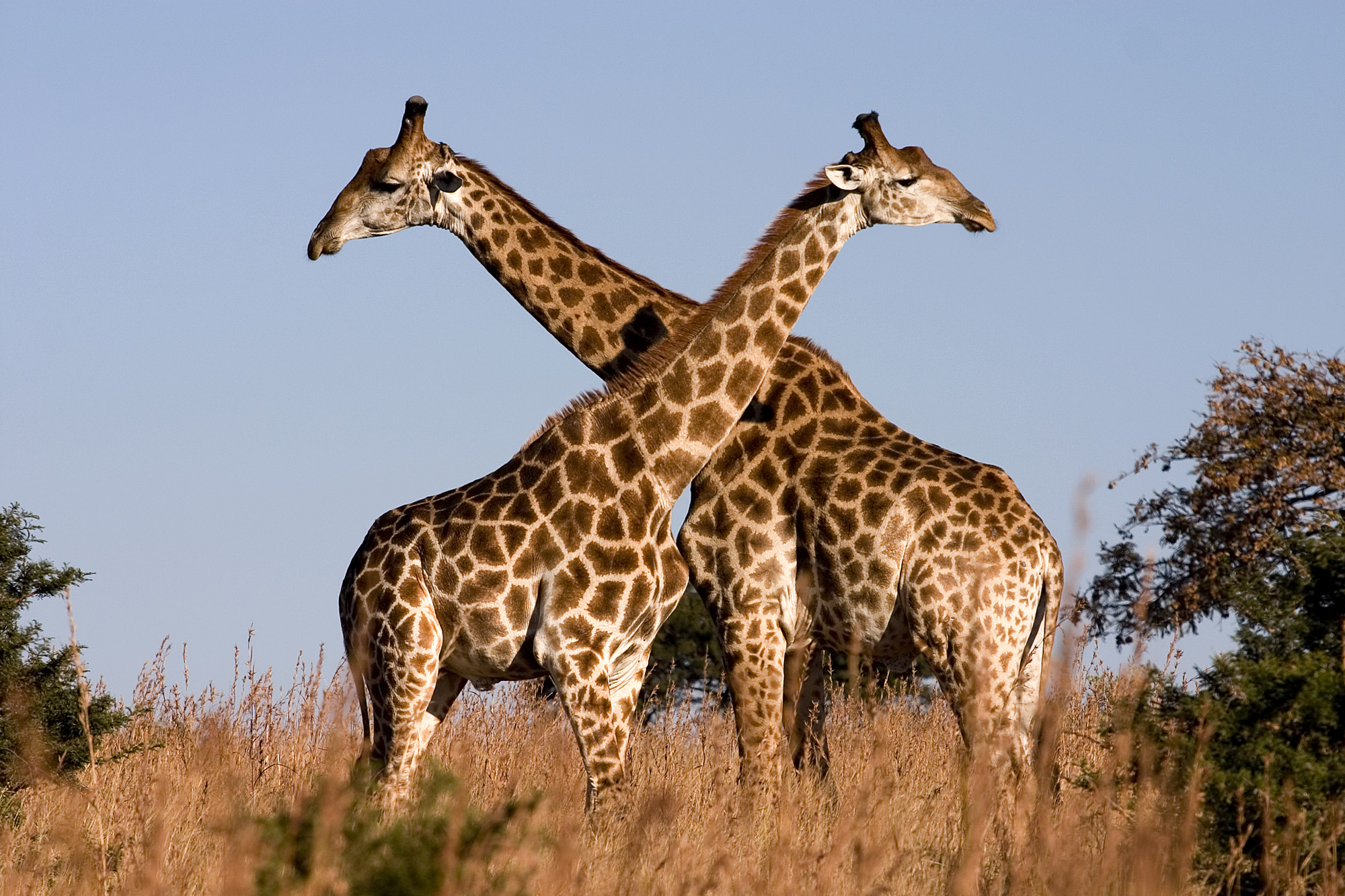
Aici, girafe sud-africane masculi se strâng de gât cu intensitate redusă pentru a stabili dominanța, în Rezervația de vânat Ithala, Kwa-Zulu-Natal, Africa de Sud.

Girafele masculi își folosesc gâtul ca armă în lupte, un comportament cunoscut sub numele de „necking” (gâtuire). Acesta este folosit pentru a stabili dominanța, iar masculii care câștigă luptele de necking au un succes reproductiv mai mare. Acest comportament poate avea o intensitate mică sau mare. În cazul necking-ului de intensitate mică, combatanții se freacă și se sprijină unul pe celălalt, iar masculul care se menține mai drept câștigă lupta. În necking-ul de intensitate mare, combatanții își întind picioarele din față și își învârt gâturile, încercând să aplice lovituri cu ossicoanele. Ei încearcă să evite loviturile adversarului și să contraatace. Puterea loviturilor depinde de greutatea craniului și de balansul gâtului. Un duel de necking poate dura mai mult de o jumătate de oră, în funcție de cât de bine sunt potriviți combatanții.:331 Deși majoritatea luptelor nu cauzează răni grave, au fost raportate cazuri de maxilare rupte, gâturi rupte și chiar decese.
După un duel, este comun ca doi masculi să se mângâie și să se curteze reciproc. Aceste interacțiuni între masculi sunt mai frecvente decât cuplajul heterosexual. Într-un studiu, până la 94% dintre incidentele de montaj observate au avut loc între masculi. Proporția activităților între animale de același sex variază între 30 și 75%. Doar 1% dintre incidentele de montaj între animale de același sex au avut loc între femele.

### Mortalitatea și sănătatea

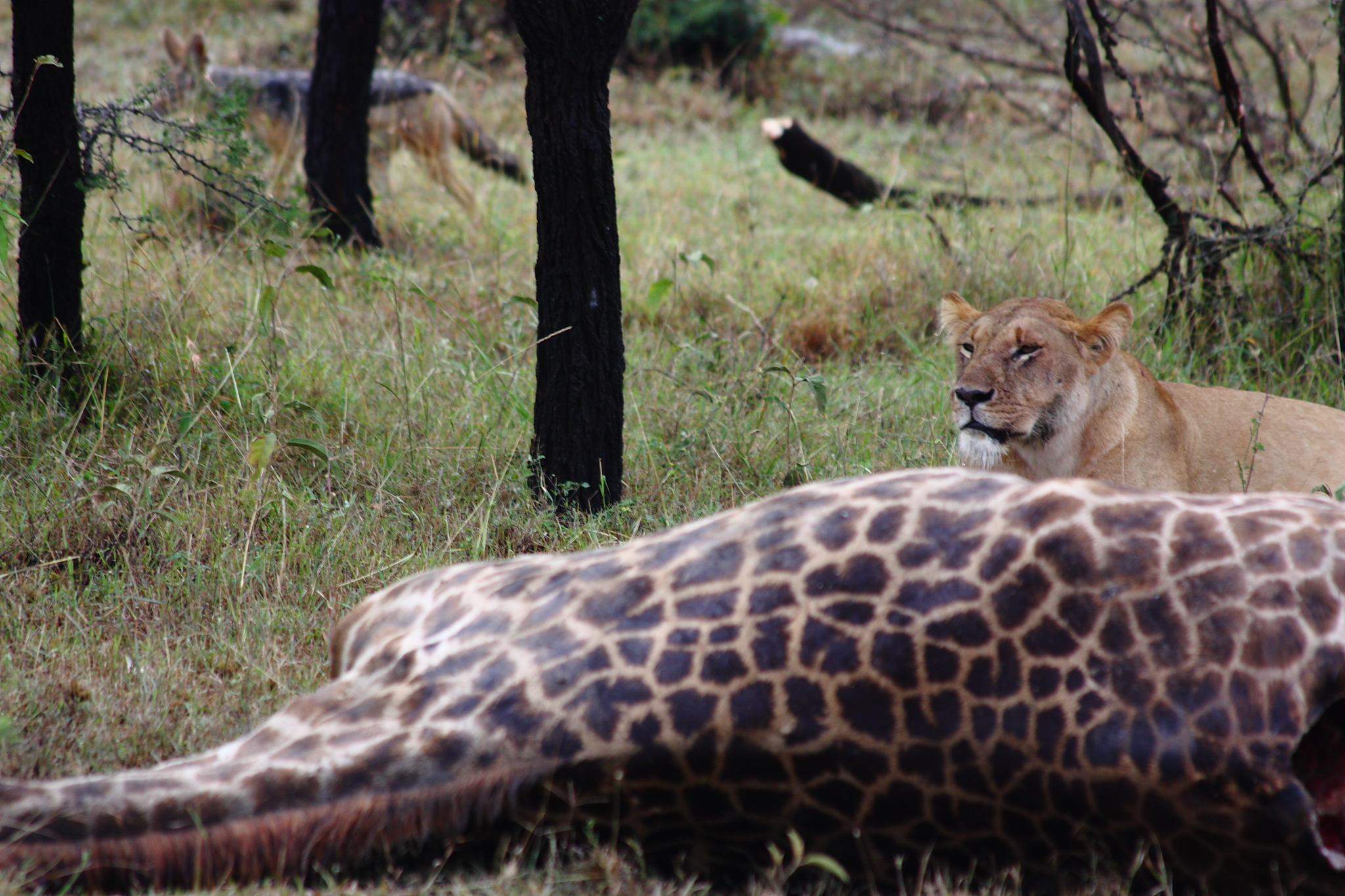
Leoaică văzută cu o adultă ucisă

Girafele adulte au o rată ridicată de supraviețuire și o durată de viață mai lungă decât alte rumegătoare, de până la 38 de ani. Supraviețuirea femelelor adulte este corelată cu numărul de asociații sociale. Datorită dimensiunii lor, vederii excelente și loviturilor puternice, girafele adulte sunt rareori prădate, leii fiind singurii prădători majori.:55 Puii sunt mult mai vulnerabili și sunt prădați de leoparzi, hiene pătate⁠(d) și câini sălbatici. Aproximativ 25-50% dintre puii de girafă ajung la vârsta adultă. Supraviețuirea puilor depinde de anotimpul nașterii, puii născuți în sezonul uscat având rate de supraviețuire mai mari.
Prezența turmelor mari de antilope gnu și zebre migratoare reduce presiunea prădătorilor asupra puilor de girafă, crescând astfel șansele lor de supraviețuire. Alte ungulate pot beneficia de prezența girafelor, deoarece acestea pot observa prădătorii de la distanțe mari, oferind astfel un avantaj celor din jur. De exemplu, zebrele petrec mai puțin timp observând împrejurimile atunci când girafele sunt prezente.

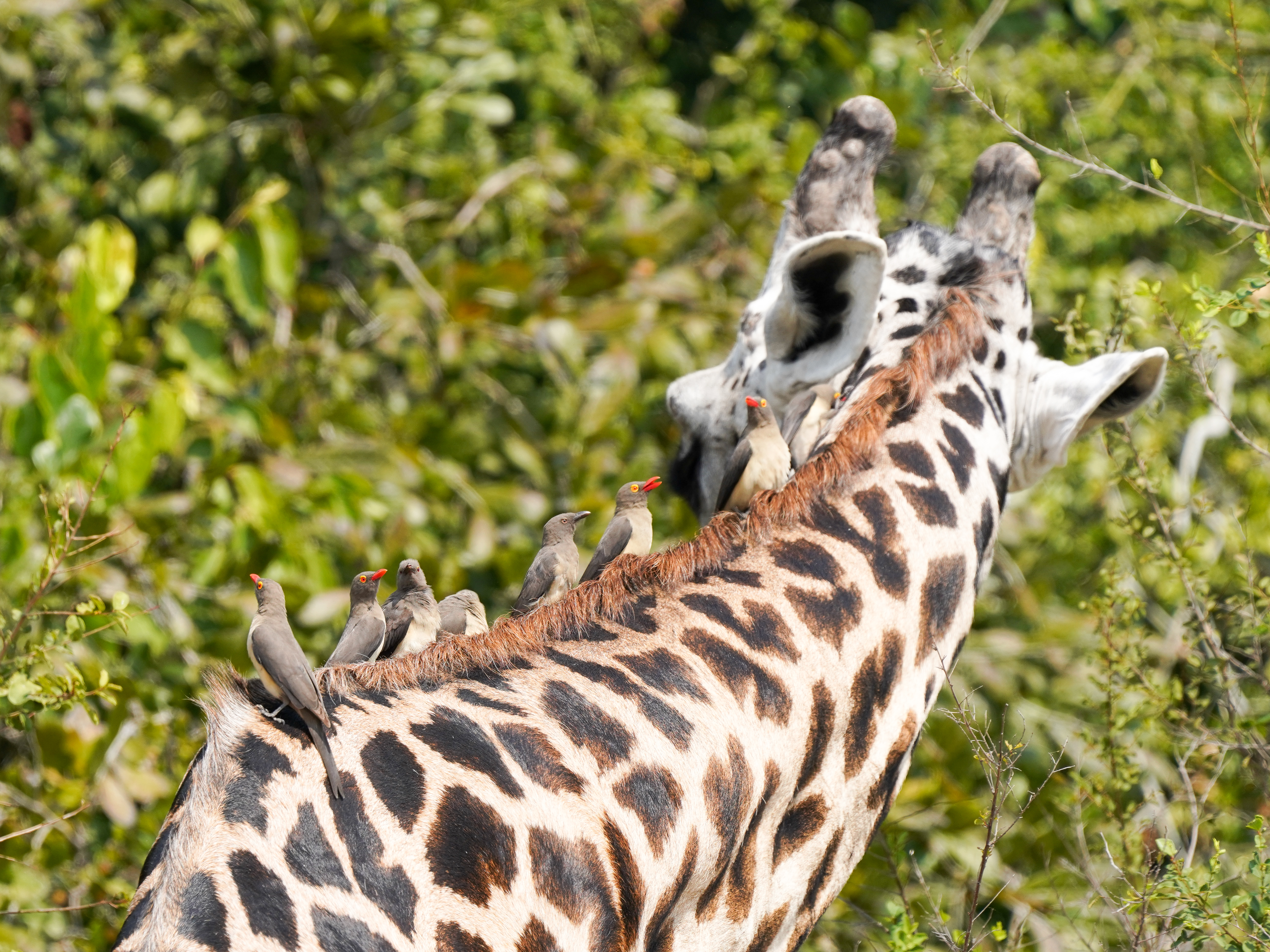
Buphagus cu cioc roșu pe o girafă, Zambia

Girafele sunt gazde pentru diverși paraziți, în special căpușe, care se adună în jurul organelor genitale, unde pielea este mai subțire. Printre speciile de căpușe care parazitează girafele se numără cele din genurile Hyalomma⁠(d), Amblyomma⁠(d) și Rhipicephalus⁠(d). Girafele pot apela la ciocănitorile cu cioc roșu⁠(d) și galben⁠(d) pentru a îndepărta căpușele și pentru a fi alertate de pericol. De asemenea, girafele sunt afectate de diverse boli parazitare interne și au fost victime ale virusului rinderpest (acum eradicat).
 

O afecțiune a pielii, care se manifestă prin riduri, leziuni sau fisuri crude, afectează girafele din anumite regiuni, în special în Parcul Național Ruaha, unde până la 79% dintre girafe prezintă simptome. Totuși, această boală nu a cauzat mortalitate în Tarangire și este mai puțin răspândită în zonele cu soluri fertile.

## Relațiile umane

### Semnificație culturală
Cu constituția sa impunătoare și blana pătată, girafa a fost o sursă de fascinație de-a lungul istoriei omenirii, imaginea sa fiind frecvent întâlnită în cultură. Girafa a simbolizat flexibilitatea, clarviziunea, feminitatea, fragilitatea, pasivitatea, grația, frumusețea și chiar continentul african.:7, 116

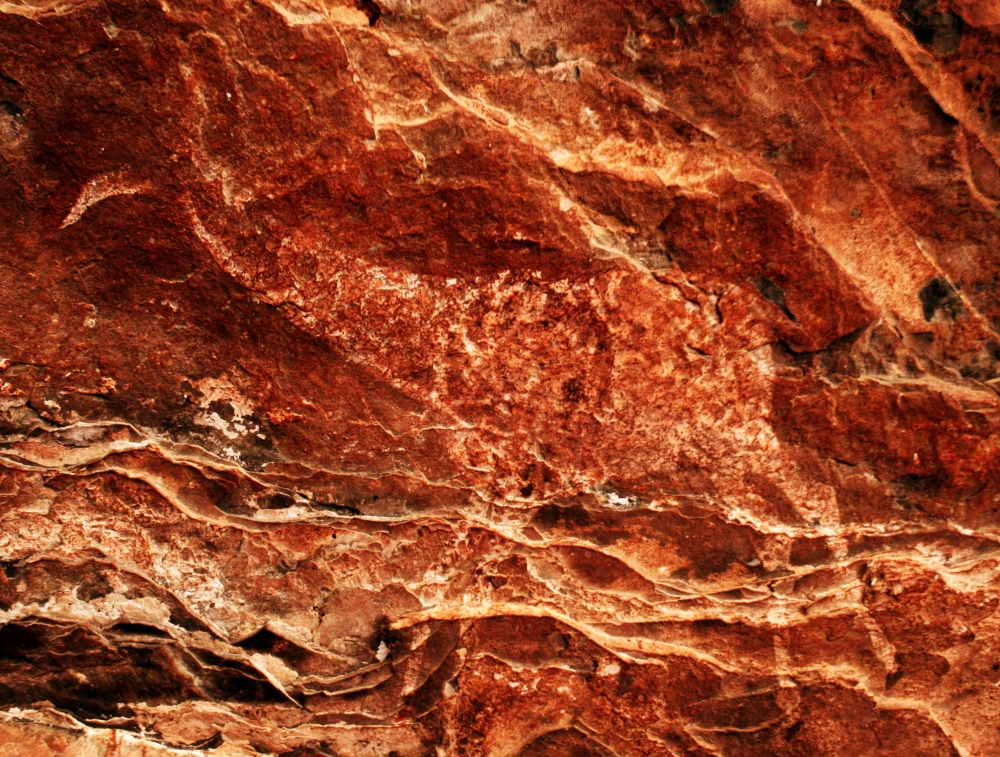
Artă rupestre San din Namibia reprezentând o girafă

Girafele au fost reprezentate în arta din întreaga Africă, inclusiv în operele kiffianilor, egiptenilor și kușitilor.:45–47 Kiffianii sunt responsabili pentru o gravură rupestră de dimensiuni reale, veche de 8.000 de ani, care înfățișează două girafe și este considerată „cea mai mare petroglifă din lume”.:45 Modurile în care girafa și-a dobândit înălțimea au fost subiectul mai multor povești populare africane. Poporul Tugen din Kenya folosea girafa pentru a-l reprezenta pe zeul lor, Mda. Egiptenii au atribuit girafei propria hieroglifă; „sr” în egipteana veche și „mmy” în perioadele ulterioare.:49
Girafele sunt prezente și în cultura occidentală modernă. Salvador Dalí a inclus girafe cu coama aprinsă în unele dintre picturile sale suprarealiste, considerând girafa un simbol masculin. În opera lui Dalí, o girafă în flăcări reprezenta un „monstru cosmic apocaliptic masculin”.:123 Girafa este un personaj popular în literatură pentru copii, apărând în cărți precum Girafa care se temea de înălțimi de David A. Ufer, Girafele nu pot dansa de Giles Andreae⁠(d) și Girafa și Pelly și eu de Roald Dahl. În plus, girafele au avut apariții notabile în filmele de animație precum Dumbo și Regele Leu și Madagascar. „Girafa Sophie” a devenit populară încă din 1961. O altă girafă fictivă faimoasă este Geoffrey, mascota Toys "R" Us.:127
Girafele au contribuit și la descoperiri științifice. Oamenii de știință au folosit proprietățile pielii de girafă ca model pentru costumele de astronaut și pilot de vânătoare, pentru a preveni leșinul cauzat de fluxul sanguin spre picioare.:76 De asemenea, informaticienii au modelat tiparele blănii girafelor folosind mecanisme de reacție-difuzie. Constelația Girafa, introdusă în secolul al XVII-lea, simbolizează acest animal.:119–20 În cultura Tswana din Botswana, constelația Crucea Sudului este văzută ca două girafe: Acrux⁠(d) și Mimosa⁠(d) formând un mascul, iar Gacrux și Delta Crucis⁠(d) formând o femelă.

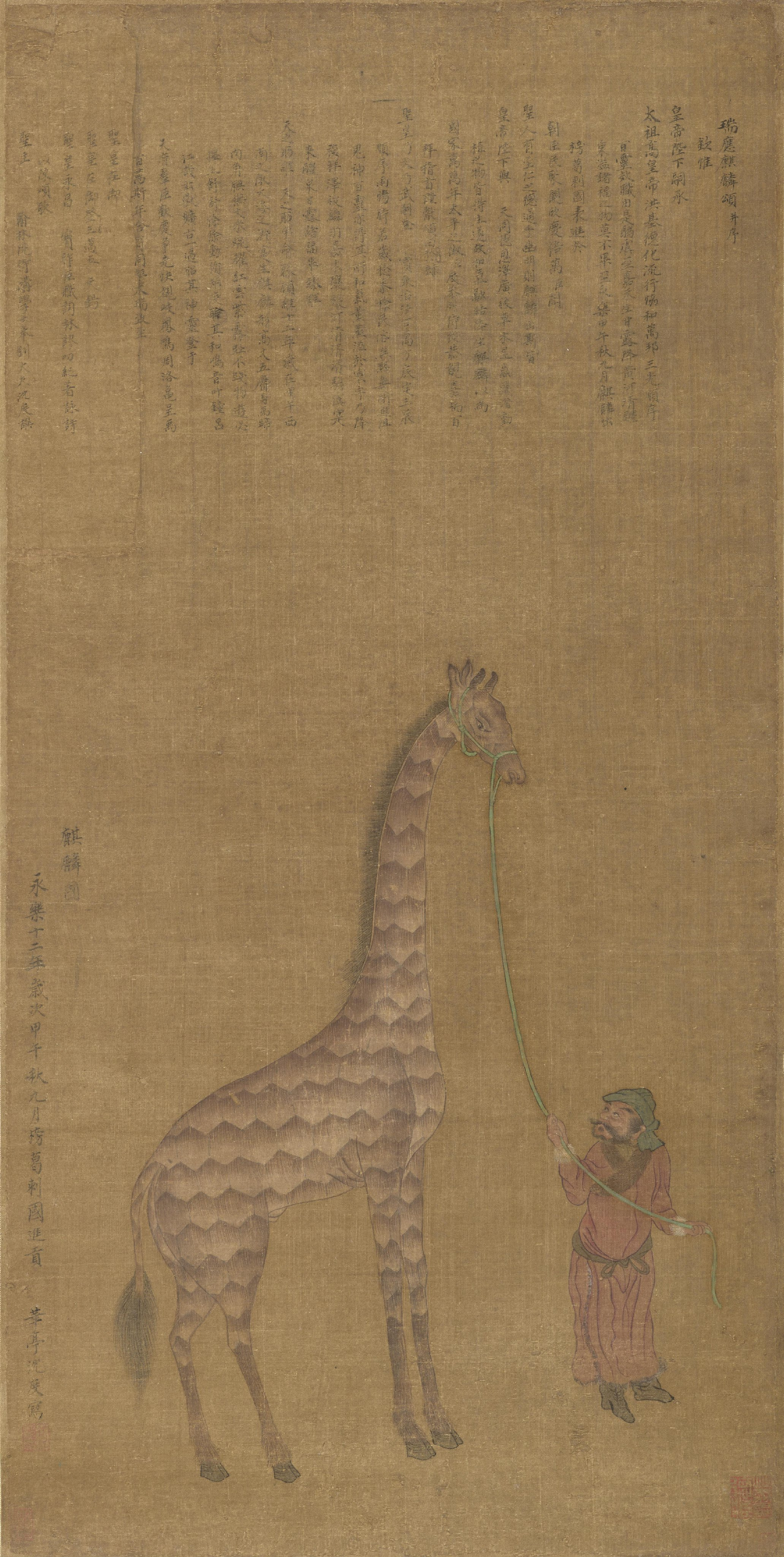
Pictură a unei girafe importate în China în timpul dinastiei Ming

### Captivitate
Girafele au fost printre primele animale ținute în captivitate de egipteni, care le-au expediat în jurul Mediteranei.:48–49 Prima girafă a fost adusă la Roma de Iulius Cezar în 46 î.Hr.:52 După cu căderea Imperiului Roman de Apus, girafele au devenit mai rare în Europa,:54 dar în Evul Mediu, europenii au cunoscut girafele prin contactul cu arabii.
Girafele captive au avut un statut celebru de-a lungul istoriei. În 1414, o girafă din Malindi a fost dusă în China de exploratorul Zheng He și a fost plasată într-o grădină zoologică din dinastia Ming, fiind considerată o creatură mitică asemănătoare Qilinului⁠(d).:56 Girafa de Medici, adusă la Florența în 1486, a provocat o mare agitație, iar Zarafa, o girafă oferită în dar lui Carol al X-lea al Franței, a devenit o senzație în Paris în secolul al XIX-lea.:81
Girafele sunt atracții populare în grădinile zoologice moderne, dar menținerea lor în captivitate este dificilă. Acestea necesită spații mari și cantități mari de hrană, iar girafele din grădinile zoologice din America de Nord și Europa prezintă o rată mai mare de mortalitate decât în sălbăticie, din cauza unor probleme legate de creștere, nutriție și gestionare.:153 În captivitate, girafele manifestă adesea comportamente stereotipe, precum lingerea obiectelor și mersul repetitiv. :164 Pentru a le stimula, îngrijitorii le antrenează să ia mâncare de la vizitatori,:167, 176 iar grajdurile lor sunt construite deosebit de înalte pentru a se adapta la înălțimea lor.:183

### Exploatare
Girafele au fost ținte pentru vânătoare în întreaga Africă,:337 diverse părți ale corpului lor fiind folosite în moduri variate. Carnea era folosită ca hrană, părul de pe coadă era folosit pentru realizarea de plici de muște, brățări și coliere, iar pielea era utilizată pentru fabricarea scuturilor și sandalelor.:337 Tendoanele erau folosite pentru coardele instrumentelor muzicale, iar fumul rezultat din arderea pielii de girafă era folosit în Buganda⁠(d) pentru a trata sângerările nazale.:337 Poporul Humr⁠(d) din Kordofan⁠(d) prepară băutura Umm Nyolokh din ficatul și măduva osoasă a girafelor, despre care se spune că poate provoca halucinații, inclusiv viziuni cu „fantomele girafelor”.

## Starea de conservare
n 2016, girafele au fost clasificate ca speciiv ulnerabile dde către IUCN. Numărul girafelor din sălbăticie a scăzut de la aproximativ 155.000 în 1985 la aproximativ 97.500 în 2016. Subspeciile Masai și reticulată sunt pe cale de dispariție, iar subspecia Rothschild este considerată aproape amenințată. Subspecia nubiană este în pericol critic.

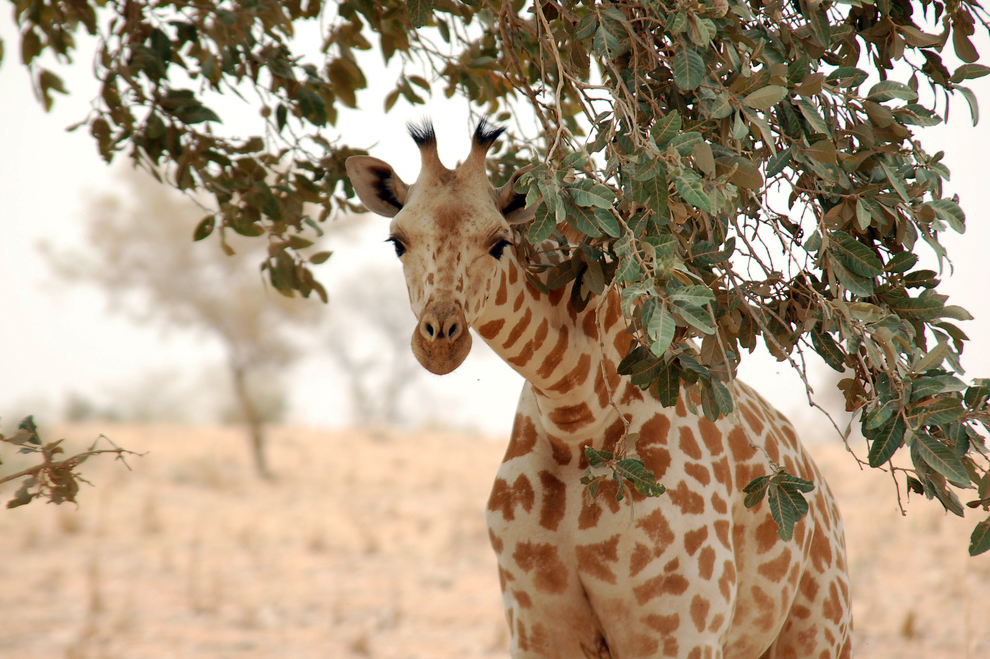
pe cale de dispariție lângă Koure, Niger

Principalele amenințări pentru girafe includ pierderea habitatului și vânătoarea ilegală. Girafele au dispărut din mare parte din arealul lor istoric, incluzând țări precum Eritreea, Guineea, Mauritania și Senegal. În unele locuri, precum Rwanda și Eswatini, girafele au fost reintroduse.
Zonele protejate, cum ar fi parcurile naționale, oferă girafelor un habitat sigur, iar eforturile comunitare din afara acestor parcuri s-au dovedit eficiente în protejarea lor. De asemenea, rezervațiile private de vânat au contribuit la conservarea girafelor în Africa de Est și de Sud. În 2017, girafele au fost incluse pentru protecție în cadrul Convenției ONU privind speciile migratoare, iar în 2019, au fost adăugate în Apendicele II al CITES, ceea ce înseamnă că comerțul internațional cu girafe sau părți ale acestora este reglementat.
Translocările sunt folosite pentru a restabili populațiile diminuate, dar acestea prezintă riscuri și necesită studii aprofundate pentru a asigura succesul. Metodele aeriene de monitorizare sunt cele mai comune pentru a urmări populațiile de girafe, dar sunt cunoscute pentru a subestima numărul lor, motiv pentru care sunt utilizate și metodele de monitorizare la sol pentru a oferi estimări mai precise.